# TeenAngels I
TeenAngels I es el primer trabajo discográfico y primer disco de estudio de la banda juvenil Teen Angels, grupo desprendido de la novela Casi ángeles. Este disco es la banda sonora de la primera temporada de la novela. La banda está compuesta por Peter Lanzani, Lali Espósito, Gastón Dalmau, China Suárez y Nicolás Riera, pero el disco cuenta con la participación protagónica de Emilia Attias y la participación especial Nicolás Vázquez.

## Información del disco
TeenAngels I contiene temas interpretados por Emilia Attias y Nicolás Vázquez, protagonista de la novela Casi ángeles, y de la banda Teen Angels. 
El disco fue certificado platino por la Cámara Argentina de Productores de Fonogramas y Videogramas (CAPIF), debido a la buena aceptación y desempeño de ventas del mismo en Argentina.

## Contenido del disco
TeenAngels I cuenta con dieciséis canciones: "Voy por más" fue el primer y único single lanzado para este trabajo. El disco contiene temas más pasionales y rebeldes como "No te rindas", "Che bombón" y "Nenes bien" y canciones de amor y baladas como "Dos ojos", "Para vos" y "Tu Cielo". De las dieciséis canciones, siete son interpretadas por Emilia Attias, dos por Nicolás Vázquez y otras dos por Attias y Vázquez. De las cinco restantes, tres son interpretadas por la banda y las otras dos son solos interpretados por Lali Espósito y China Suárez, miembros femeninos de la banda.
| Teen Angels I |                         |                               |                                   |          |  |
| N.º           | Título                  | Letras                        | Música                            | Duración |  |
| 1.            | «Voy Por Más»           | María Cristina De Giacomi     | Fernando López Rossi Pablo Durand | 3:31     |  |
| 2.            | «No Te Rindas»          | De Giacomi                    | Silvio Furmanski Gustavo Novello  | 3:45     |  |
| 3.            | «Dos Ojos»              | De Giacomi                    | López Rossi Durand                | 3:32     |  |
| 4.            | «Casi Ángeles»          | De Giacomi                    | Marcelo Wengrovski                | 3:22     |  |
| 5.            | «Valiente»              | De Giacomi                    | Wengrovski                        | 3:16     |  |
| 6.            | «Che Bombón»            | De Giacomi López Rossi Durand | De Giacomi López Rossi Durand     | 4:10     |  |
| 7.            | «Para Vos»              | De Giacomi López Rossi Durand | De Giacomi López Rossi Durand     | 3:37     |  |
| 8.            | «Todo Puede Ser Mejor»  | De Giacomi                    | López Rossi Durand                | 3:25     |  |
| 9.            | «Tu Cielo»              | De Giacomi                    | López Rossi Durand                | 3:06     |  |
| 10.           | «Escaparé»              | De Giacomi                    | Wengrovski                        | 3:25     |  |
| 11.           | «Ángeles del Mundo»     | Eduardo Frigerio Pedro Sofika | Eduardo Frigerio Pedro Sofika     | 3:04     |  |
| 12.           | «Te Amaré Por Siempre»  | De Giacomi                    | López Rossi Durand                | 3:16     |  |
| 13.           | «Reina Gitana»          | De Giacomi                    | López Rossi Durand                | 3:49     |  |
| 14.           | «Nenes Bien»            | De Giacomi López Rossi Durand | López Rossi Durand                | 3:53     |  |
| 15.           | «Un Ángel»              | De Giacomi López Rossi Durand | De Giacomi López Rossi Durand     | 3:11     |  |
| 16.           | «Tan Alegre el Corazón» | De Giacomi López Rossi Durand | De Giacomi López Rossi Durand     | 3:17     |  |

## Reediciones del disco
En 2008, el disco fue lanzado en España coincidiendo con la primera visita de la banda a ese país. El disco contiene la misma lista de canciones que el original, a excepción de que fue excluido el último tema del disco original, "Tan alegre el corazón" dejándolo con solo quince canciones. En el año 2009 el disco fue lanzado también para Latinoamérica en formato CD+DVD con cambios en la tapa. El DVD incluido contiene imágenes basadas en las presentaciones de Casi Ángeles en el Teatro Gran Rex durante el año 2008.

## Tour del disco
El álbum TeenAngels I contenía la música de la serie televisiva de 2007. Emilia Attias, Gastón Dalmau, Lali Espósito, Peter Lanzani, Nicolás Riera y China Suárez eran los intérpretes principales con la participación de Nicolás Vázquez. El contenido de las canciones estaba relacionado con los hechos narrados en la telenovela y una de ellas, «Voy por más», se convirtió en el primer sencillo. 
La banda le dio soporte a Casi ángeles, en una serie de recitales realizados en el Teatro Gran Rex, en Buenos Aires, Argentina durante ese año, interprentando las canciones del disco.

## Posicionamiento en listas

### Mensuales
| Listas (2007)     | Mejor posición |
| ----------------- | -------------- |
| Argentina (CAPIF) | 1              |
| Uruguay (CUD)     | 5              |

### Anuales
| Lista (2007)      | Mejor posición |
| ----------------- | -------------- |
| Argentina (CAPIF) | 12             |

## Certificaciones
| Territorio      | Organismo certificador | Certificación | Ventas certificadas | Ref.  |
| --------------- | ---------------------- | ------------- | ------------------- | ----- |
| América del Sur |                        |               |                     |       |
| Argentina       | CAPIF                  | Platino       | 40 000              | [ 8 ] |